# Мировая серия по триатлону
См. также другие значения термина Мировая серия.
Мировая серия по триатлону (англ. ITU World Triathlon Series) — ежегодно проводимая серия крупнейших соревнований по триатлону, состоящая из нескольких этапов на разных континентах земного шара, победитель которой получает титул чемпиона мира. Спортсмены, входящие в мировую элиту, зарабатывают очки, занимая места в верхних строчках протоколов этапов Мировой серии, и обладатель наибольшей суммы очков по итогам года становится победителем. Ежегодный призовой фонд Мировой серии составляет около 2 млн долларов.
Начиная с 1989 года, времени основания Международного союза триатлона, титул чемпиона мира присваивался победителю одной единственной ежегодной проводимой гонки, носящей название чемпионата мира по триатлону. Стремительно растущая популярность триатлона привела к учреждению Мировой серии в 2009 году, ставшей преемницей одновременно упраздняемого чемпионата мира.
Гонки Мировой серии проводятся преимущественно на стандартной (олимпийской) дистанции — плавание 1.5 км, велоэтап 40 км, беговой этап 10 км. В последние годы в программу соревнований также всё чаще вводятся и гонки на дистанции спринт — плавание 750 м, велоэтап 20 км, беговой этап 5 км. Последний этап года является самым престижным, он носит название Гранд-финала. Его призёры получают большее число очков в общий зачёт по сравнению с обычным этапом.

## Победители и призёры

### Мужчины

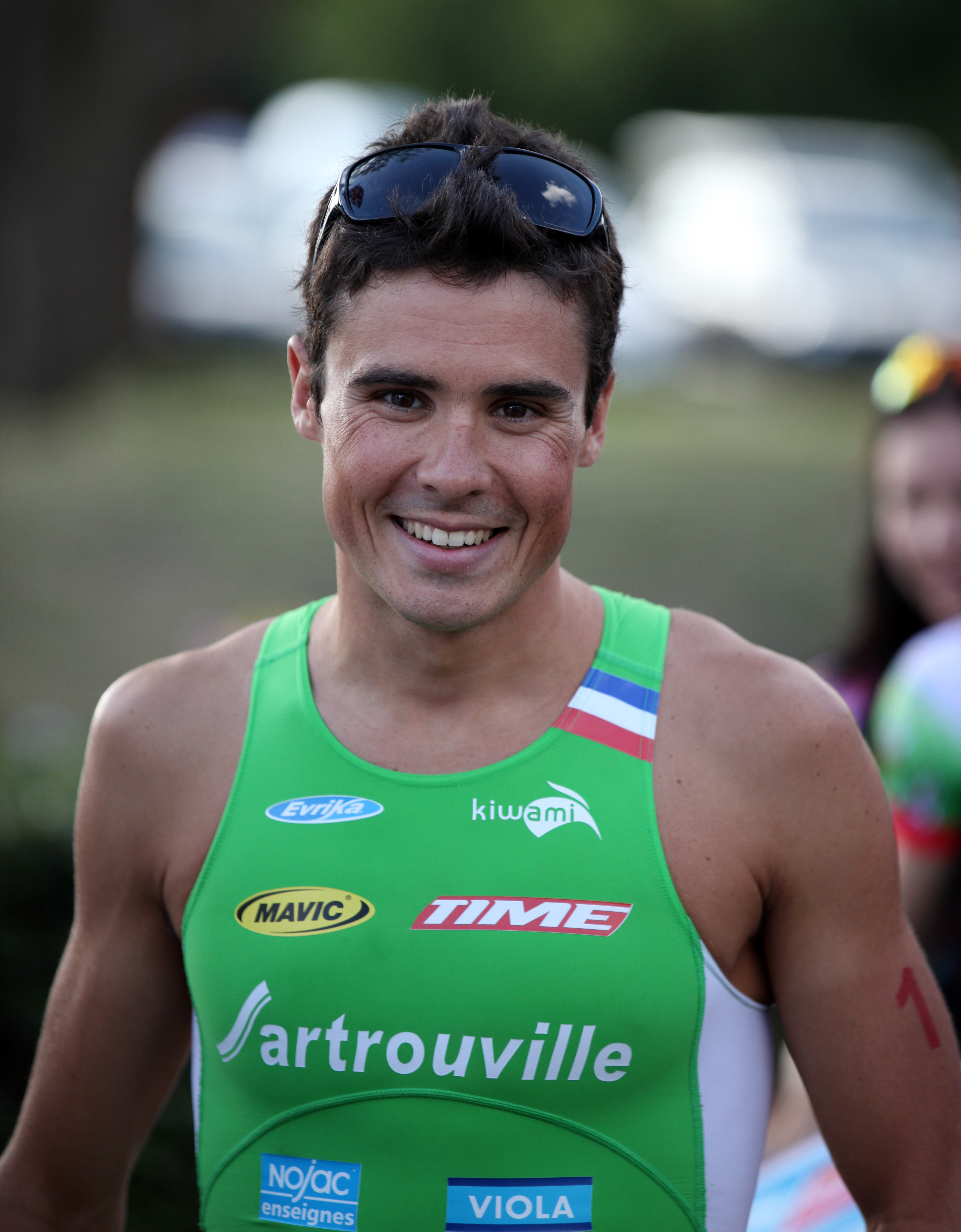
Пятикратный чемпион мира Хавьер Гомес.

| Год  | Золото                          | Серебро                         | Бронза                          | Гранд-финал            | Общий зачёт |
| 2009 | Алистер Браунли Великобритания  | Хавьер Гомес Испания            | Майк Петцольд Германия          | Голд-Кост, Австралия   | Протокол    |
| 2010 | Хавьер Гомес Испания            | Штеффен Юстус Германия          | Брэд Калефельдт Австралия       | Будапешт, Венгрия      | Протокол    |
| 2011 | Алистер Браунли Великобритания  | Джонатан Браунли Великобритания | Хавьер Гомес Испания            | Пекин, Китай           | Протокол    |
| 2012 | Джонатан Браунли Великобритания | Хавьер Гомес Испания            | Дмитрий Полянский Россия        | Окленд, Новая Зеландия | Протокол    |
| 2013 | Хавьер Гомес Испания            | Джонатан Браунли Великобритания | Марио Мола Испания              | Лондон, Великобритания | Протокол    |
| 2014 | Хавьер Гомес Испания            | Марио Мола Испания              | Джонатан Браунли Великобритания | Эдмонтон, Канада       | Протокол    |
| 2015 | Хавьер Гомес Испания            | Марио Мола Испания              | Винсан Луи Франция              | Чикаго, США            | Протокол    |
| 2016 | Марио Мола Испания              | Джонатан Браунли Великобритания | Фернандо Аларса Испания         | Косумель, Мексика      |             |
| 2017 | Марио Мола Испания              | Хавьер Гомес Испания            | Кристиан Блумменфельт Норвегия  | Роттердам, Нидерланды  |             |
| 2018 | Марио Мола Испания              | Винсан Луи Франция              | Джейкоб Бёртуистл Австралия     | Голд-Кост, Австралия   |             |
| 2019 | Винсан Луи Франция              | Марио Мола Испания              | Хавьер Гомес Испания            | Лозанна, Швейцария     |             |
| 2020 | Винсан Луи Франция              | Васко Виласа Португалия         | Лео Виласа Франция              | Гамбург, Германия      |             |

### Женщины

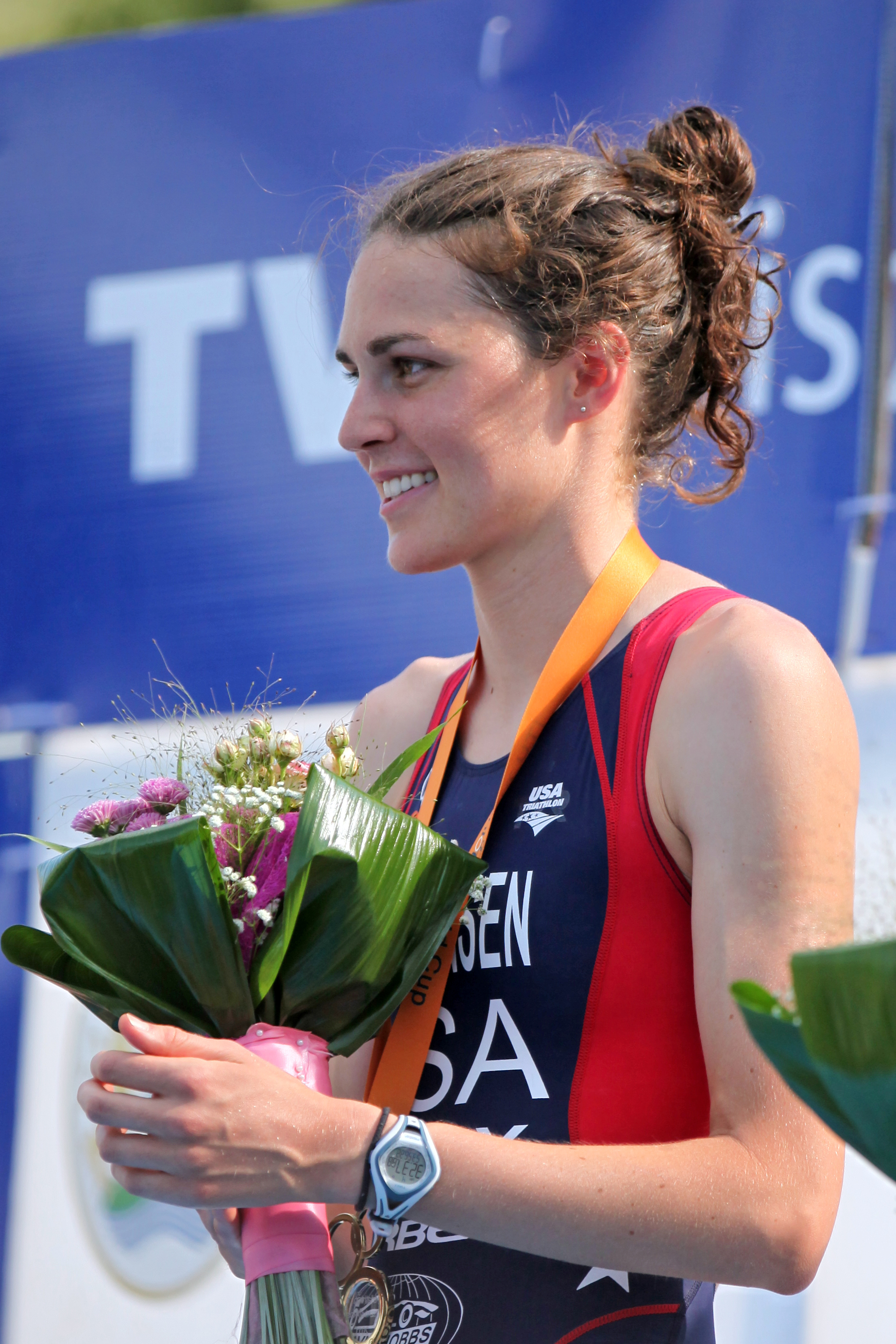
Двукратная победительница Мировой серии Гвен Йоргенсен.

| Год  | Золото                               | Серебро                         | Бронза                               | Гранд-финал            | Общий зачёт |
| 2009 | Эмма Моффатт Австралия               | Лиза Норден Швеция              | Андреа Хьюитт Новая Зеландия         | Голд-Кост, Австралия   | Протокол    |
| 2010 | Эмма Моффатт Австралия               | Никола Шпириг Швейцария         | Лиза Норден Швеция                   | Будапешт, Венгрия      | Протокол    |
| 2011 | Хелен Дженкинс Великобритания        | Андреа Хьюитт Новая Зеландия    | Сара Грофф США                       | Пекин, Китай           | Протокол    |
| 2012 | Лиза Норден Швеция                   | Анне Хауг Германия              | Андреа Хьюитт Новая Зеландия         | Окленд, Новая Зеландия | Протокол    |
| 2013 | Нон Стэнфорд Великобритания          | Джоди Стимпсон Великобритания   | Анне Хауг Германия                   | Лондон, Великобритания | Протокол    |
| 2014 | Гвен Йоргенсен США                   | Сара Грофф США                  | Андреа Хьюитт Новая Зеландия         | Эдмонтон, Канада       | Протокол    |
| 2015 | Гвен Йоргенсен США                   | Андреа Хьюитт Новая Зеландия    | Сара Тру (Грофф) США                 | Чикаго, США            | Протокол    |
| 2016 | Флора Даффи Бермудские Острова       | Гвен Йоргенсен США              | Ай Уэда Япония                       | Косумель, Мексика      |             |
| 2017 | Флора Даффи Бермудские Острова       | Эшли Джентль Австралия          | Кэти Заферес США                     | Роттердам, Нидерланды  |             |
| 2018 | Вики Холланд Великобритания          | Кэти Заферес США                | Джорджия Тейлор-Браун Великобритания | Голд-Кост, Австралия   |             |
| 2019 | Кэти Заферес США                     | Джессика Лермонт Великобритания | Джорджия Тейлор-Браун Великобритания | Лозанна, Швейцария     |             |
| 2020 | Джорджия Тейлор-Браун Великобритания | Флора Даффи Бермудские Острова  | Лаура Линдеман Германия              | Гамбург, Германия      |             |